# Расселл (Айова)
Расселл (англ. Russell) — місто (англ. city) в США, в окрузі Лукас штату Айова. Населення — 472 особи (2020).

## Географія
Расселл розташований за координатами 40°58′49″ пн. ш. 93°12′4″ зх. д. / 40.98028° пн. ш. 93.20111° зх. д. (40.980407, -93.201129).  За даними Бюро перепису населення США в 2010 році місто мало площу 2,69 км², з яких 2,69 км² — суходіл та 0,00 км² — водойми.

## Демографія
Згідно з переписом 2010 року, у місті мешкали 554 особи в 212 домогосподарствах у складі 146 родин. Густота населення становила 206 осіб/км².  Було 250 помешкань (93/км²).
Расовий склад населення:
| - 96,9 % — білих - 2,2 % — корінних американців - 0,4 % — чорних або афроамериканців |

До двох чи більше рас належало 0,0 %. Частка іспаномовних становила 2,0 % від усіх жителів.
За віковим діапазоном населення розподілялося таким чином: 29,6 % — особи молодші 18 років, 52,7 % — особи у віці 18—64 років, 17,7 % — особи у віці 65 років та старші. Медіана віку мешканця становила 39,4 року. На 100 осіб жіночої статі у місті припадало 99,3 чоловіків;  на 100 жінок у віці від 18 років та старших — 95,0 чоловіків також старших 18 років.
Середній дохід на одне домашнє господарство  становив 37 583 долари США (медіана — 32 188), а середній дохід на одну сім'ю — 41 589 доларів (медіана — 36 964). Медіана доходів становила 33 214 долари для чоловіків та 26 250 доларів для жінок. За межею бідності перебувало 38,0 % осіб, у тому числі 66,5 % дітей у віці до 18 років та 10,6 % осіб у віці 65 років та старших.
Цивільне працевлаштоване населення становило 192 особи. Основні галузі зайнятості: роздрібна торгівля — 24,5 %, освіта, охорона здоров'я та соціальна допомога — 20,8 %, транспорт — 8,3 %, будівництво — 7,3 %.